# Broksø
Broksø Gods (tidligere stavet Broxøe) ligger i Herlufmagle Sogn i Næstved Kommune, ca. 6 km øst for Herlufmagle på Sydsjælland. 
På en lille halvø i et moseområde lå to gårde, der ca. 1657 blev slået sammen til en hovedgård af Frans Lykke fra Gisselfeld. 
Gårdens bygninger er overvejende af nyere oprindelse. Hans Vilhelm Riegels har opført flere ny avlsbygninger, og hovedbygningen lod Amalie Margrethe Post født Hansen bygge i 1915 –16 ved arkitekt G.B. Hagen. 
Den er anselig og opført med gamle herregårdsanlæg som forbillede, men det ses hurtigt, at det er en pastiche. Den afløste en gammel bindingsværksbygning efter sigende bygget af Otto Krabbe, der lod gården flytte fra det sted, Frans Lykke havde lagt den, til pladsen nærmere ved Susåen.
Hans Vilhelm Riegels købte Broksø Gods i 1931. Det overgik i 1972 til datteren Charlotte Riegels Hjorth, og i 2003 gik det videre til Cathrine Riegels Gudbergsen.
Godset er i dag på 1090 hektar med Jeppegård, Vangsgård og Konradsfeld, hvoraf 280 er skov, mose og enge. Konradsfeld med gårdene Præstholmslund og Henriksdal på i alt 450 hektar blev købt i 2007 og blev en del af Broksø Gods.[kilde mangler]

## Historie
Broksø er kendt fra Christian Winthers digtning. Gården lå i synsfeltet den sommermorgen, han som lille dreng første gang fik øjnene opladt for skønheden i sin hjemstavns natur, da han første gang så det billede, han siden fæstnede i de kendte strofer:
Hvor Fensmark hæver sit kirketelt

med den røde top imod sky

og smiler over Gisselfeld 

og til Vester-Egede by,

ned til Mosen, hvor tørvene gro

til Broksø bag skovens hang.
Også en anden dansk digter, Karl Gjellerup, har givet sit stemningsmaleri af Holmegaards mose: ”når senere månen kommer op, da tror man at se udover en stor, hvid sø, hvis fjerne bredder flyder ud i natteskygge, og af hvilken Broksø skov rager op som en mørk aflang ø”
Det var da også beliggenheden, der allerede i det 17. århundrede tiltalte ridefogeden på Gisselfeld. Han skrev i rosende vendinger: ”såfremt hjælpe mig Gud, jeg ikke ved nogen ejendom og lystelig herlighed udi Sjælland til 2 gårde, som til disse to”, skrev han i 1647 til sin hustru Lisbet Brock.
Frans Lykke kom i besiddelse af begge gårde på Spragelse Ø, som stedets gamle navn var, allerede fra Middelalderen.
Første gang findes stedet nævnt i et gammelt tingsvidne. 1475 var ”en beskeden mand Mathis Olavsen på Herlufmagle sognestævne og skød på faders og moders, som var Olaf Nielsen og Valborg Olafs, som i Spragelse Ø døde, og sit og sin hustrus og sine børns skel, og om de havde der så levet, at han måtte skyde deres skel og sit eget ind blandt Dannemænd” 
Altså Mathis Olavsen skulle have en slags vandelsattest, og ”12 Dannemænd vidnede derpå, at hans forældre, ham selv og hans familie, levede i Hellev sogn, Nat og dag, i mørke og lys, som menløse Dannefolk”. Dette ældste vidnesbyrd om Spragelse Ø er altså tillige et bevis på de første kendte beboeres hæderlige vandel.
Om de to bøndergårde på øen ved man ellers ikke noget før i det 17. århundrede. Oprindelig har de vel tilhørt samme herskab, men nu var de altså skilt ad, hver under sit. Når fru Lisbet Brock bifaldt sin ægtefælle til at købe den omtalte gård, var det fordi hendes farmor og vistnok også hendes fader Eske Brock til Vemmetofte havde besiddet den. Der går dog noget tid inden Frans Lykke får købet bragt i stand, købekontrakten med Fru Ide Daa blev først oprettet i 1649, og først året efter får Frans Lykke skødet på gården. Dens pris var 1500 Rdlr., og landgilden kunde vurderes til 23 Tdr. Htk. Hvortil kom 100 svins olden.
Frans Lykke lagde de to gårde på Spragelse Ø sammen til en, der blev drevet som en bondegård, men han omdøbte den og gav den sin hustrus familienavn, så den kom til at hedde Broksø.
Den var endnu så langt fra et mere fremtrædende brug, at den regnedes til Gisselfelds snævrere tilliggende, under gården takst, og efter Landgilden og skoven sat til 57½ Td. Htk, da den på skiftet i 1657 efter Frans Lykke og hans hustru sammen med Gisselfeld tilfaldt sønnen Kai Lykke. Broksø var naturligvis kun en ubetydelig og ringe del af hans arv, men hans letsindige påstand om dronningen: at han anså rygtet om hendes utroskab for troværdigt, førte til hans domfældelse og henrettelse samt konfiskation af hans godser.
De blev nu kronens ejendom, og Gisselfeld blev givet til kronprinsen, den senere Christian V. Nogle år derefter blev 11 gårde i Toksværd, Tvede og flere byer, tillige med Broksø gård lagt fra Gisselfeld og under Holmegaard, som kongen havde erhvervet i 1662. Og Broksø fulgte med, da Frederik III i 1670 skænkede Holmegaard og gods til sin tidligere kammerpage Otto Krabbe. Det var ham, der endelig gjorde Broksø til en fri Hovedgård.
Efter ansøgning fik han i 1675 fri hovedgaardstakst til Broksø og ovenikøbet Julebæk by med dens ca. 50 Tdr. Htk. Denne landsby, der ligger i nogen afstand fra Broksø gård, blev ikke lagt ind under den, som stadig ikke var nogen særlig besiddelse, en liden Ladegaard, kaldte Otto Krabbe den selv, i 1699, og dens avl påstod han oven i købet ringere end mangen anden bondegårds af lige Agerland, ”thi…. Bønderne aldrig pløjer og handler jorden så vel til hove som hjemme hos dem selv”
Den først kendte beboer på Broksø gård var en Thomas Christensen, der var birkefoged på Gisselfeld. Efter hans tid blev gården gjort til Ladegaard, og en Anders Christensen var da ”Lafod”, hvorpå gården atter var bortfæstet til Niels Larsen en 11 – 12 år, indtil den igen blev Ladegaard med Anders Sørensen som Ladefoged. I hans tid var der også ”en hollænder” på Broksø, som havde en besætning på 50 køer, der ”gik i kohaven”. Om størrelsen af gårdens tilliggende bøndergods synes der ikke at foreligge opgivelser fra begyndelsen af 18. århundrede, idet Holmegaards jordbøger. kun anfører det samlede gods til begge gårde, men det bemærkes, at der var lagt meget mere gods under Broksø end de 200 tønder, som krævedes til en komplet Hovedgård. Det blev sagt engang under de lange stridigheder om gårdens tiende-frihed. Fra Gisselfeld, som ejede sognets tiender, blev det nemlig hævdet, at Broksø, trods sin privilegerede stilling stadig skulle svare tiende, og først efter nogle års forløb afgjordes spørgsmålet endeligt til fordel for Holmegaards besiddere.
Otto Krabbe døde i 1719, og efter hans enke Birgitte Skeels død i 1737 arvedes Holmegaard og Broksø af hans broderdatters datter Birgitte Restorff, der samme år giftede sig med Knud Trolle til Møllerup og Bjørnholm, og efter hans død i 1760 besad alle fire gårde. Kammerherreinden Birgitte ejede altså gården i 1785 fra hvilket år den sædvanlige indberetning foreligger. Den skelner dog heller ikke mellem Holmegaards og Broksø tilliggende, men det bemærkes, at der ved Broksø i året 1762 var anlagt en anselig Humlehave på en tønde lands størrelse, så der kunne avles humle både til gårdens eget brug og salg. Bøndergodset var nu i hvert fald ikke mere end 200 Tdr. Htk, idet det alene var de 19 gaardmænd i Skuderløse med deres 147 Tdr. Htk, der i 1770’erne gjorde hoveri til Broksø
Efter kammerherreindens død 1790 overgik Holmegaard og Broksø til hendes broderdatter Margrethe Elisabeth Restorff, der ægtede major Peder Lasson von Post, af officersslægt og gammel adel fra Westfalen.
Post solgte i 1801 både Broksø og Holmegaard med deres gods til overdirektøren på Gisselfeld, grev Danneskjold-Samsøe, som imidlertid allerede det følgende år afhændede Broksø med bøndergods til majorens tredje søn, Carl Ludvig Post. Efter hans død i 1845 overgik gården til sønnen, den senere hofjægermester Peder Frederik Post, der døde 1878, hvorefter gården gik i arv til hans søn Frederik Vilhelm Post, død 1911. Enken Margrethe født Hansen, lod 1915 – 16 den nuværende hovedbygning opføre, og solgte i 1926 Broksø til brødrene Madelung, af hvilke Peder Madelung besad gården til 1926. Derefter overgik den til Hans Vilhelm Riegels.

## Ejere af Broksø Gods
- ( -1657) Frans Lykke
- (1657-1661) Kai Lykke
- (1661-1670) Kronen (Frederik III)
- (1670-1719) Otto Krabbe
- (1719-1737) Otto Krabbes enke født Birgitte Skeel
- (1737) Birgitte Restorff gift Trolle
- (1737-1760) Knud Trolle
- (1760-1790) Birgitte Restorff gift Trolle
- (1790) Margrethe Elisabeth Restorff gift von Post
- (1790-1801) Peder von Post
- (1801-1802) Christian Conrad Sophus lensgreve Danneskiold-Samsøe
- (1802-1845) Carl Ludvig von Post
- (1845-1878) Hofjægermester Peter Frederik von Post
- (1878-1911) Frederik Vilhelm von Post
- (1911-1920) Amalie Margrethe Hansen gift von Post
- (1920-1925) Peter Rudolph Henrik von Post / Edgar Valdemar Emil von Post / Knud Trolle von Post
- (1925-1926) K. Ekstrøm
- (1926) Peter Madelung / C. Madelung / H. Madelung
- (1926-1931) Peter Madelung
- (1931-1972) Hans Vilhelm Riegels
- (1972-2003) Hofjægermester Charlotte Riegels Hjorth
- (2003- ) Cathrine Riegels Gudbergsen

## Ekstern henvisning
- Broksø Gods hjemmeside Arkiveret 3. juli 2014 hos  Wayback Machine

55°18′22.01″N 11°50′5.3″Ø / 55.3061139°N 11.834806°Ø
|  | Denne artikel om en bygning eller et bygningsværk kan blive bedre, hvis der indsættes et (bedre) billede. Du kan hjælpe ved at afsøge Wikimedia Commons for et passende billede eller lægge et op på Wikimedia Commons med en af de tilladte licenser og indsætte det i artiklen. |